# Oleria divisa
Oleria divisa är en fjärilsart som beskrevs av Aurivillius 1929. Oleria divisa ingår i släktet Oleria och familjen praktfjärilar. Inga underarter finns listade i Catalogue of Life.